# Lista państw świata według wieku zgody
Wiek zgody to wiek, w którym uznaje się, że dana osoba jest prawnie kompetentna do wyrażania zgody na czynności seksualne i tym samym jest to minimalny wiek osób, z którymi inna osoba jest uprawniona do podejmowania czynności seksualnych. Szczególnym aspektem przepisów dotyczących wieku zgody jest to, że osoba poniżej minimalnego wieku jest uważana za ofiarę, a jej partner seksualny jest uważany za przestępcę, chyba że oboje są małoletni. Celem istnienia wieku przyzwolenia jest ochrona osoby niepełnoletniej przed wykorzystaniem seksualnym.

## Mapa

dojrzałość płciowa
     12
     13
     14
     15
     16
     17
     18
     19
     20
     21
     tylko w małżeństwie
     różnice między regionami administracyjnymi
     brak prawodawstwa
     brak danych

## Tabela
1. Z ograniczeniem ze względu na różnicę wieku: młodszy partner jest uznawany za zdolnego do wyrażenia zgody na uprawianie seksu ze starszym, o ile różnica wieku nie przekracza określonej wartości.
2. Z ograniczeniem ze względu na charakter relacji: uważa się, że młodszy partner może wyrazić zgodę na seks ze starszym partnerem, o ile partner ten nie znajduje się w pozycji autorytetu ani nie zostanie uznany za nadużywającego braku doświadczenia młodszej osoby.
3. Bez ograniczeń: wiek, od którego uznaje się, że dana osoba może wyrazić zgodę na uprawianie seksu z dowolną osobą, lub wiek umożliwiający zawarcie małżeństwa, jeśli wymaga się zawarcia małżeństwa, aby móc uprawiać seks.

Poszczególne systemy prawne w zróżnicowany sposób definiują te kryteria. W niektórych podobnie jak w większości stanów australijskich, wiek zgody może wynosić 16 lat, z wyjątkiem sytuacji, gdy starszy partner sprawuje władzę nad młodszym. Zatem w rzeczywistości nieograniczony wiek przyzwolenia wynosi 18 lat. W innych podobnie jak w Argentynie można powiedzieć, że wiek przyzwolenia wynosi 18 lat, chyba że starszy partner nie ma władzy nad młodszym, bo wtedy jest to wiek 13 lat. Przedstawione poniżej dane odzwierciedlają to, co faktycznie wynika z ustawodawstwa każdego kraju, zamiast tego co pozornie jest w nich zawarte.
| Państwo           | Kontynent lub region | Wiek  | Wiek  | Wiek  | Uwagi | Źródła                             |
| Państwo           | Kontynent lub region | 1.    | 2.    | 3.    | Uwagi | Źródła                             |
| ----------------- | -------------------- | ----- | ----- | ----- | --- | ---------------------------------- |
| Angola            | Afryka               | 14    | nd.   | 16    | Kontakty seksualne z dziećmi w wieku 12–17 lat mogą być uznane za wykorzystywanie seksualne. | [ potrzebny przypis ]              |
| Arabia Saudyjska  | Azja                 | nd.   | nd.   | 18/15 | W świetle prawa stanowionego nie istnieje limit wieku, a jedynie bezwzględny zakaz stosunków pozamałżeńskich. Po zawarciu małżeństwa wszystko reguluje prawo zwyczajowe. Minimalny wiek zawarcia małżeństwa wynosi 18 lat, lub 15 lat za zgodą sądu. | [ 1 ] [ 2 ] [ 3 ] [ 4 ]            |
| Australia         | Australia            | nd.   | nd.   | 16/17 | W Tasmanii i Australii Południowej wynosi 17 lat, w pozostałych stanach 16. | [ 5 ]                              |
| Argentyna         | Ameryka Południowa   | nd.   | 13    | 18    | | [ 6 ]                              |
| Bangladesz        | Azja                 | nd.   | nd.   | 14    | | [ 7 ]                              |
| Belgia            | Europa               | 14    | 16    | 18    | | [ 8 ] [ 9 ]                        |
| Benin             | Afryka               | nd.   | nd.   | 16    | Dotyczy tylko kobiet. Ponadto wyjątek stanowią kontakty homoseksualne, dla których wynosi 21. | [ 10 ]                             |
| Białoruś          | Europa               | nd.   | nd.   | 16    | | [ 11 ] [ 12 ]                      |
| Brazylia          | Ameryka Południowa   | 12    | nd.   | 14    | | [ 13 ] [ 14 ] [ 15 ]               |
| Chiny             | Azja                 | nd.   | nd.   | 14/16 | | [ 16 ]                             |
| Cypr              | Europa               | nd.   | 17    | 18    | | [ 17 ]                             |
| Czad              | Afryka               | nd.   | nd.   | 16    | | [ 18 ]                             |
| Filipiny          | Azja                 | 13    | nd.   | 16    | | [ 19 ] [ 20 ] [ 21 ] [ 22 ] [ 23 ] |
| Francja           | Europa               | nd.   | 15    | 18    | | [ 9 ] [ 24 ] [ 25 ] [ 26 ]         |
| Gruzja            | Europa               | nd.   | 16    | 18    | | [ 13 ] [ 27 ]                      |
| Hiszpania         | Europa               | nd.   | 16    | 18    | Do 2015 roku wiek ten wynosił 13 lat. | [ 28 ] [ 29 ] [ 30 ]               |
| Japonia           | Azja                 | nd.   | 13    | 18    | | [ 31 ] [ 32 ] [ 33 ]               |
| Kanada            | Ameryka Północna     | 12    | 16    | 18    | Do 2008 roku wiek ten wynosił 14 lat. | [ 34 ] [ 35 ] [ 36 ] [ 37 ]        |
| Kolumbia          | Ameryka Południowa   | nd.   | nd.   | 14    | | [ 38 ] [ 39 ]                      |
| Madagaskar        | Afryka               | nd.   | nd.   | 14    | W pewnych przypadkach (kontakty homoseksualne lub między krewnymi) wiek jest podniesiony do 21 lat. | [ 40 ] [ 41 ]                      |
| Meksyk            | Ameryka Północna     | 12-15 | nd.   | 16-18 | Każdy stan ustala swój limit. | [ 42 ] [ 43 ] [ 44 ] [ 45 ]        |
| Norwegia          | Europa               | nd.   | 16    | 18    | § 195 przewiduje wyższe kary, gdy wiek wynosi 14 lat lub mniej. | [ 46 ] [ 47 ]                      |
| Peru              | Ameryka Południowa   | nd.   | 14    | 18    | | [ 48 ] [ 49 ] [ 50 ]               |
| Polska            | Europa               | nd.   | 15    | 18    | Od 1932 roku. | [ 9 ] [ 51 ] [ 52 ] [ 53 ]         |
| Portugalia        | Europa               | nd.   | 14    | 16    | | [ 54 ] [ 55 ]                      |
| Serbia            | Europa               | nd.   | 14    | 18    | | [ 56 ] [ 57 ]                      |
| Stany Zjednoczone | Ameryka Północna     | 13-16 | 14-17 | 16-21 | Każdy stan ustala swój limit. W Dystrykcie Kolumbii, który nie jest stanem ani częścią żadnego stanu, wynosi 16 lat. Na Florydzie pełnoletniemu sprawcy grozi nawet kara śmierci.                                                                    | [ 58 ] [ 59 ] [ 60 ]               |
| Tajlandia         | Azja                 | 15    | nd.   | 18    | | [ 13 ] [ 61 ] [ 62 ]               |
| Tunezja           | Afryka               | nd.   | nd.   | 18    | | [ 63 ]                             |
| Watykan           | Europa               | nd.   | nd.   | 18    | Do 2013 roku wiek ten formalnie wynosił 12 lat (a 15 lat, gdy sprawcą czynu był wstępny, opiekun lub nauczyciel). Akty seksualne nie podlegają karze, jeżeli odbywają się w związku małżeńskim.                                                      | [ 64 ] [ 65 ] [ 66 ]               |
| Węgry             | Europa               | 12    | nd.   | 14    | | [ 67 ] [ 68 ]                      |
| Włochy            | Europa               | 13    | 14    | 16    | | [ 69 ] [ 70 ] [ 71 ]               |